# 三立戲劇台
三立戲劇台，為臺灣三立電視旗下頻道之一，為三立電視第三個高畫質頻道，主要播放節目類型為連續劇，本頻道曾與三立綜合台共用節目播出，3月5日起本頻道與三立台灣台共用節目播出。

## 歷史
- 1996年12月1日，三立戲劇台（三立3台）開播。1997年上半年，三立戲劇台轉型為三立台灣台，魚夫擔任總監。2000年5月12日，三立台灣台與三立綜藝台（三立1台）合併成現在的三立台灣台。
- 2012年9月10日，三立電視正式向國家通訊傳播委員會（NCC）申請新的三立戲劇台頻道執照；同年11月7日得到頻道執照。
- 2013年6月3日，三立戲劇台正式在中華電信MOD第41頻道開播。
- 2015年8月1日，三立戲劇台正式以HD高畫質播出，鏡面和台標維持不變。
- 2015年12月15日，三立戲劇台官網更新。
- 2017年11月1日，三立戲劇台頻道號碼因MOD政策調整，從41改為350。

## 節目構成
原三立戲劇台的節目以重播三立台灣台與三立都會台的節目為主。週一至週五播出三立台灣台的戲劇與三立都會台的娛樂節目《完全娛樂》和綜藝節目《國光幫幫忙》，週六與週日則播出三立都會台的戲劇節目以及《玩客瘋高雄》與三立台灣台的《台灣好戲》系列和《超級夜總會》，2014年10月起部分節目與有線電視同步播出。

三立戲劇台現階段節目以首播三立台灣台為主，三立都會台為輔。週一至週五播出三立台灣台的戲劇與美食節目《美食鳳味》，週六與週日則播出三立台灣台的《超級夜總會》、《超級紅人榜》與三立都會台的戲劇節目以及《玩客瘋高雄》。2018年4月起大部分節目與三立台灣台共用節目播出。

## 外部連結
- 三立電視 官方網站（页面存档备份，存于）
- 350 三立戲劇台 - 中華電信 MOD 網站 （页面存档备份，存于）